# Погонохория
Погонохорията (на гръцки: Πωγωνοχώρια) или Погони (на гръцки: Πωγώνι) е историческа област в Епир, разделена между Гърция и Албания. Разположена е северозападно от Янина, северен Пинд, в състав от 38 села. 8 от селата са в Албания, а останалите – в Гърция, където са отделени в дем Погони.